# Российский коммунистический союз молодёжи
Росси́йский коммунисти́ческий сою́з молодёжи (РКСМ, Российский комсомол) — общероссийская молодёжная общественно-политическая организация, образованная в 1993 году как республиканская организация в составе восстановленного Всесоюзного ленинского коммунистического союза молодёжи и принимающая на себя ответственность за молодёжное коммунистическое движение на территории Российской Федерации.
Основной целью РКСМ является вовлечение молодёжи в построение бесклассового общества, где свободное развитие каждого является условием свободного развития всех.

## Предыстория
Ещё до распада СССР в стране стали появляться независимые коммунистические молодёжные организации. В качестве совместной молодежной организации ОФТ и “Единства” в Москве был образован Союз молодых коммунистов (СМК), насчитывавший около десятка человек, который возглавляли Игорь Маляров и Павел Былевский. В октябре-ноябре 1990 г. при активном участии СМК было создано Молодежное движение “Коммунистическая инициатива”. Созывая съезд, организаторы рассчитывали создать движение в качестве функциональной организации внутри ВЛКСМ. Всесоюзный съезд движения в декабре 1990 г. принял название Движение молодежи “Коммунистическая инициатива” и статус движения, однако сторонники функциональной организации таковую также создали.
19—20 октября 1991 г. прошла конференция ЛКСМ РСФСР, на которой было принято решение об отказе от коммунистического направления. В связи с этим, российский комсомол был переименован в Российский Союз Молодёжи (РСМ).
В сентябре 1991 года прошел XXII съезд ВЛКСМ, принявший решение о роспуске Всесоюзного Ленинского Коммунистического Союза Молодёжи. Тогда группа делегатов во главе с Игорем Маляровым создала организационный комитет «За возрождение ВЛКСМ» и начала работу для подготовки в кратчайшие сроки XXIII (восстановительного) съезда ВЛКСМ на принципах верности традициям комсомола и его коммунистической идеологии. Однако в условиях развала Советского Союза воссоздать единую общесоюзную структуру не удалось. Поэтому ряд региональных организаций выступили с идеей создания новой российской комсомольской организации взамен бывшего ЛКСМ РСФСР, которая была образована 23 января 1993 года на учредительной конференции РКСМ в рабочем общежитии Санкт-Петербурга.

## Деятельность
I съезд РКСМ прошёл 27—28 сентября 1993 года в Москве. Первым секретарем был избран молодой сотрудник МГУ Игорь Маляров, который оставался бессменным лидером Союза вплоть до своей смерти в 2003 году.
С первых дней существования РКСМ активно участвовал в движении левой оппозиции. В 1993 году члены РКСМ участвовали в обороне Белого дома. Во время обороны, палатка РКСМ была раздавлена танком. После событий событий октября 1993 года, РКСМ был запрещён, на Игоря Малярова был выдан ордер на арест, а сам он был вынужден скрываться в Белоруссии. В этот период, до февраля 1994 года, организация фактически работала в подпольных условиях.

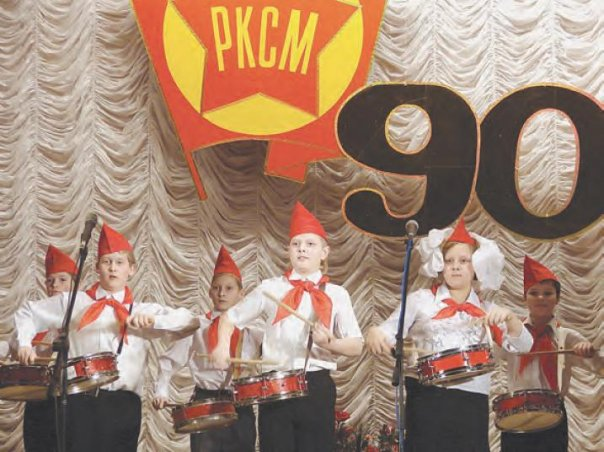
Торжественный вечер, посвящённый 90-летию Российского комсомола

После выхода «из подполья» РКСМ вел работу по защите социальных прав молодёжи. В 1995 году при участии членов РКСМ был организован профсоюз «Студенческая защита», в мае этого же года — Всероссийский студенческий форум в Москве.
В 1995 году член ЦК РКСМ Дарья Митина стала депутатом Госдумы по списку КПРФ.
В 1996—1997 годах из Российского комсомола выделился Революционный комсомол — РКСМ(б), в то время ориентировавшийся на РКРП.
В то же время Российский комсомол стал ядром объединения левых и народно-патриотических организаций молодёжи. Комсомольцы стали инициаторами и организаторами создания Народно-патриотического союза молодёжи (НПСМ). Первый съезд этой организации прошёл одновременно с очередным съездом комсомола в апреле 1999 года. Председателем НПСМ был избран Игорь Маляров.
В 1999 году в результате раскола организации был образован СКМ РФ (ныне - ЛКСМ РФ), ориентирующийся на КПРФ.
Последний V съезд РКСМ прошёл в ноябре 2003 года в городе Новороссийске.
После смерти Игоря Малярова первым секретарем ЦК РКСМ стал Алексей Покатаев, вторым — Дарья Митина. 6 февраля 2010 года состоялся очередной Пленум ЦК РКСМ, который рассматривал также и кадровые вопросы — пленум возложил исполнение обязанностей первого секретаря ЦК РКСМ на Д. А. Митину.
На сегодняшний день РКСМ остается одной из крупнейших левых молодёжных организаций с разветвленной структурой, разнообразными видами деятельности — участие в выборах, протестные акции, издания комсомольской прессы, социальная деятельность[уточнить].
Организация имеет международные связи с Кубой, КНДР, Украиной, Белоруссией. Более десяти лет ведётся программа детского летнего отдыха российских детей в международной лагере Сондовон в Корейской Народно-Демократической республике, осуществляющаяся на основе договора между Российским комсомолом и Кимирсеновским Социалистическим союзом молодёжи Кореи. В последние годы состоялись поездки делегатов РКСМ на Кубу для участия в программе кубинских интербригад[уточнить]. Завязываются связи с Боливарианской Республикой Венесуэла[уточнить].
Российский комсомол — член Всемирной федерации демократической молодёжи и участник движения альтерглобалистов, направляющий своих делегатов на Всемирные фестивали молодёжи и студентов и Социальные форумы Европы и России[уточнить].
В повседневной деятельности РКСМ уделяет внимание проведению пикетов, митингов и шествий защитников мира, социальных и политических прав молодёжи. Члены РКСМ проводят акции протеста «против империалистических войн, ущемления прав трудящейся молодёжи и студентов». Российский комсомол регулярно проводит международные встречи и семинары по обмену опытом между региональными организациями РКСМ в России и пролетарскими организациями других стран мира[уточнить].
Российский коммунистический союз молодёжи не является припартийной структурой, а сотрудничает и работает со многими левыми партиями, профсоюзами и массовыми общественными движениями на территории бывшего СССР и в дальнем зарубежье.

## Структура организации
Высшим руководящим органом РКСМ является его съезд. Он избирает Центральный комитет (ЦК) и Центральную контрольную комиссию (ЦКК). Работой РКСМ в период между съездами руководит его ЦК. Он избирает из своего состава первого секретаря ЦК (лидера организации) и секретарей ЦК по направлениям деятельности, а также Бюро ЦК. Также ЦК определяет полномочия и порядок работы Бюро ЦК. Как ЦК РКСМ, так и его Бюро наделены полномочиями по регистрации вновь создаваемых региональных отделений РКСМ.
Секретари региональных комитетов РКСМ избираются пленумами этих комитетов, избранных конференциями региональных отделений. Региональный комитет регистрирует первичные организации РКСМ. Также он вправе распустить первичную организацию либо объявить перерегистрацию её членов в случае фактического прекращения её деятельности или противоречия её Уставу РКСМ.
Контрольным органом РКСМ является ЦКК. Она контролирует финансово-хозяйственную деятельность организации и соблюдение устава руководящими органами РКСМ при принятии ими решений, а также при рассмотрении ими писем, жалоб и заявлений.
Верхняя возрастная граница для членов РКСМ — 30 лет, однако, членство в организации может быть продлено по личному заявлению комсомольца решением Бюро ЦК РКСМ, а также автоматически продлевается для членов федеральных и территориальных руководящих органов РКСМ. Нижний возрастной порог членов РКСМ — 14 лет, однако, член руководящих органов РКСМ должен быть не моложе 18 лет.
Численность РКСМ составляет чуть менее 10 тыс. человек (на ноябрь 2018 г.)[уточнить].